# Лебедев, Михаил Иванович (художник)

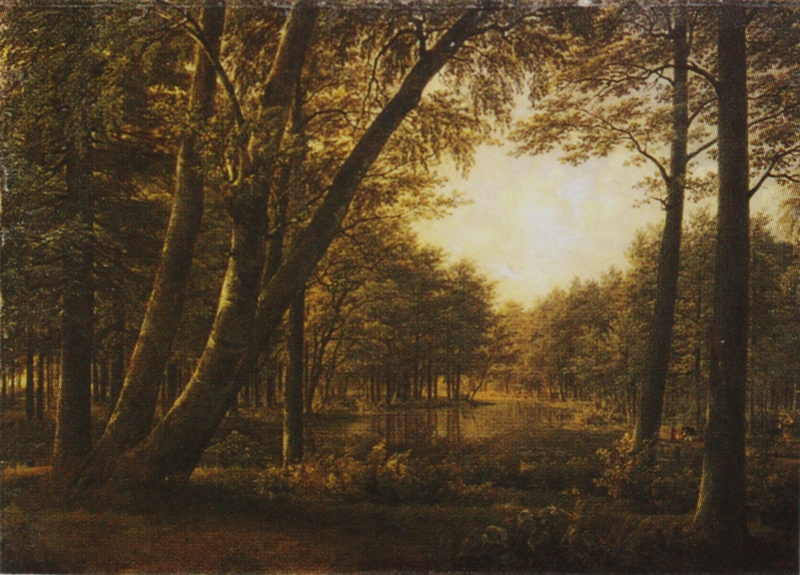
М. И. Лебедев. «Вид на Петровском острове в Петербурге». 1832

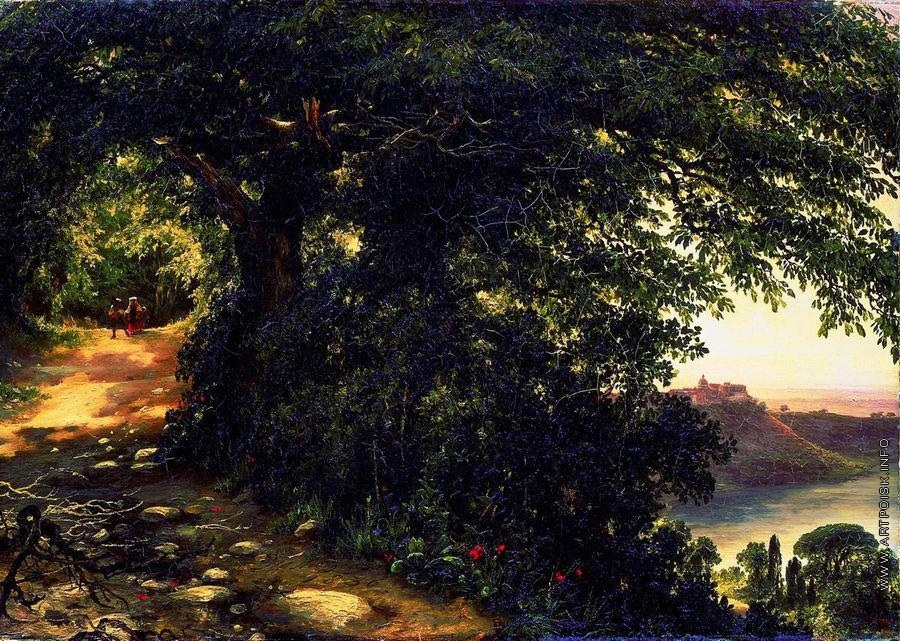
М. И. Лебедев. «Вид Кастель-Гандольфо близ Рима». 1835-36

Михаи́л Ива́нович Ле́бедев (4 [16] ноября 1811, Дерпт, Российская империя — 13 [25] июля 1837, Неаполь, Королевство обеих Сицилий) — русский живописец-пейзажист и рисовальщик, последователь романтизма, яркая фигура среди петербургских художников николаевской эпохи, близкий ученик Максима Воробьёва.

## Биография
Сын крепостного. В 1826 году отец вместе с семьёй записался в «мещанский оклад», и юноша получил возможность учиться. С 28 июля 1827 года по март 1829 (полтора года) учился в 5-м (quinta) и 4-м (quarta) классах Дерптской гимназии им. Ал. I при Дерптском университете.
Блестящие способности, обнаружившиеся в нём уже в эту пору, были причиной перевода его, по представлению попечителя университета графа П. А. Палена и Высочайшему повелению Николая I от 7 февраля 1829 года, с 19 марта 1829 г. в Санкт-Петербург и к помещению в ученики Императорской Академии художеств за счёт Кабинета Его Величества.
Главным его наставником в академии был М. Н. Воробьёв. Во время прохождения академического курса, Лебедев был награждён двумя серебряными медалями, в мае 1832 г. малой (второго достоинства) за пейзажную композицию и в сентябре 1832 г. большой (Первой) за написанный с натуры вид с Петровского острова, и в 1833 году, получив Большую золотую медаль за «Вид в окрестностях Ладожского озера» (приобретена Николаем I, дальнейшая её судьба неизвестна, автору пожалован бриллиантовый перстень, продан в Дерпте по дороге в Италию, деньги отданы родным) и звание художника XIV класса, Определением Совета АХ от 14 октября 1833 г. в середине мая 1834 г. отправлен, в качестве пенсионера академии вместе с Дурново и Николаем Никитиным в Италию, где с жаром принялся трудиться над изучением южной природы и усвоением простой и верной передачи её эффектов.
Плодом этих трудов было несколько десятков картин, поставивших его имя в ряду лучших пейзажистов того времени.
Умер в Неаполе, от холеры, в июле 1837 года.
Первым биографом М. И. Лебедева был А. И. Сомов.

## Творчество
Пейзажист, ранние работы близки венециановской школе. В картинах присутствует динамизм, не характерный академической школе того времени, его работы оказали несомненное воздействие на последующее развитие пленэрной живописи в России.
Произведения Лебедева встречаются довольно редко. В конце XIX века самое большое их количество было собрано в Третьяковской галерее в Москве:
Русский период:
- На опушке леса
- Васильково
- В ветреную погоду
- В парке

Итальянский период:
- Аллея в Альбано близ Рима
- Аричча близ Рима
- Вид окрестностей Альбано близ Рима
- Пейзаж с коровами, Альбано
- Белая стена
- Вилла в Италии
- В парке Гиджи
- Аллея в Альбано

14 акварельных и карандашных рисунков:
- Итальянские типы
- Храм Цереры в Пестуме и другие.

В Русском музее:
Русский период:
- Вид на Петровском острове в Петербурге
- Вид на реке Тосно
- Вид в окрестностях Ладожского озера
- Вид в Павловском парке

Итальянский период:
- Вид Кастель-Гандольфо близ Рима
- Веранда

12 акварелей и рисунков:
- Альбано
- Внутри Колизея в Риме и другие.

В музее Академии художеств имеются три его картины:
- «Вид на Петровском о-ве в СПб.»
- «Вид местечка Ариччья, бл. Рима»
- «Вид Кастель-Гондольфо бл. Рима»

В Московском публичном музее две картины:
- Виды в Альбано, близ Рима.

Ряд картин находятся в других художественных музеях: Ивановском («На водопой», 1833), Ереванском («Итальянский пейзаж»), Самарском («Альбано», 1836), Калужском («Пейзаж»), Восточно-Казахстанском («Пейзаж с воротами к остерии», 1837) и в частных собраниях.